# Buschpiloten küsst man nicht
Buschpiloten küsst man nicht ist eine deutsche Abenteuerkomödie des Regisseurs Christian Theede aus 
dem Jahr 2011. Die Hauptrollen spielten Alexandra Neldel und Max von Thun.
Die Erstausstrahlung fand am 17. Mai 2011 in Sat.1 statt und wurde von 3,13 Millionen Zuschauern gesehen, was einem Marktanteil von 10,5 % entspricht.
Der Arbeitstitel lautete Rote Sonne Afrika und wurde 2010 drei Wochen lang in Südafrika gedreht.

## Handlung
Der Film handelt von der Ärztin Maria, die ihren Traumjob als Ärztin in einem afrikanischen Dorf antreten darf. Im Dorf erkranken immer mehr Menschen und Maria vermutet, dass verseuchtes Wasser die Ursache ist. Mithilfe des Piloten Paul, den sie während des Inlandsflugs kennengelernt hat, geht sie der Ursache nach und bringt sich dadurch in Lebensgefahr.

## Kritiken und Bewertungen
Kino.de urteilt, «Die Geschichte ist bei weitem nicht so harmlos, wie sie beginnt.» Der Film sei «durchaus unterhaltsam». Die Handlung sei «überraschend komplex und handlungsreich».
Torben Gebhardt von Quotenmeter.de meinte, der Regisseur Christian Theede und der Drehbuchautor Ralf Kinder würden versuchen, „mit einer Mischung aus Liebesfilm, Komödie, Drama und Actionfilm einen flotten und abwechslungsreichen Film zu schaffen.“
Tittelbach.tv bewertete den Film mit «Nicht spannend, nicht witzig – nur zwei Lächeln» und vergab zweieinhalb von fünf möglichen Sternen.
Ricarda Breyton von der Berliner Zeitung meinte, dass «alle Figuren […] überspitzt sind.»
TV Spielfilm fand, dass es «tonnenweise Ethnokitsch» im Film gäbe.